# Macrodontia cervicornis
Macrodontia cervicornis је инсект из реда тврдокрилаца (Coleoptera) и породице стрижибуба (Cerambycidae). 

## Распрострањење
Врста је присутна у Бразилу и Перуу.

## Станиште
Врста Macrodontia cervicornis има станиште на копну.

## Угроженост
Ова врста се сматра рањивом у погледу угрожености врсте од изумирања.